# Salem Mubarak Al-Yami
Salem Mubarak Al-Yami (ur. 9 lutego 1982) – saudyjski lekkoatleta, sprinter.

## Osiągnięcia
- srebrny medal mistrzostw świata juniorów (bieg na 100 m Santiago 2000)
- 2 brązowe medale mistrzostw Azji w startach indywidualnych (bieg na 100 m, Kolombo 2002 & Manila 2003)
- brązowy medal w biegu na 100 metrów podczas igrzysk wojska (Katania 2003)
- dwa starty na igrzyskach olimpijskich, w obu przypadkach (Sydney 2000 & Ateny 2004) nie awansował do fazy finałowej

## Rekordy życiowe
- bieg na 100 m - 10,13 (2002) do 2016 rekord Arabii Saudyjskiej
- bieg na 200 m - 20,42 (2002) rekord Arabii Saudyjskiej